# Guy Laroche
Guy Laroche (16. juli 1921 – 17. februar 1989) var en fransk modedesigner. Han grundlagde modehuset Guy Laroche i 1956 eller 1957 i Paris, efter han havde besøgt USA, for at undersøge de nye ready-to-wear fremstillingsmetoder.
Han har også lanceret en rækker parfume.
- 1966 Fidji
- 1972 Drakkar
- 1977 J'ai Osé
- 1982 Drakkar Noir
- 1986 Clandestine
- 1993 Horizon
- 1999 Drakkar Dynamik